# Zmarli w październiku 2014

## Październik 2014
- 31 października
  - Sofron Mudry – ukraiński duchowny greckokatolicki[1]
  - Pat Partridge – angielski sędzia piłkarski[2]
  - Barbara Szpyt – polska siatkarka[3]
  - Luis Vega Escandón – hiszpański polityk i prawnik, parlamentarzysta krajowy (1977–1986) i europejski (1986–1987)[4]
- 30 października
  - Stanisław Amanowicz – polski urzędnik państwowy i konsularny, wiceminister współpracy gospodarczej z zagranicą (1988–1991), charge d’affaires Konsulatu RP w Wellington[5]
  - Renée Asherson – angielska aktorka[6]
  - Geoffrey Clarke – brytyjski rzeźbiarz, witrażysta[7]
  - Thomas Menino – amerykański polityk, burmistrz Bostonu[8]
- 29 października
  - Rainer Hasler – liechtensteiński piłkarz[9]
  - Christopher Scoular – brytyjski aktor[10]
- 28 października
  - Witold Andruszkiewicz – polski ekonomista, profesor w dziedzinie ekonomiki portów morskich i żeglugi[11]
  - Bohdan Borewicz – polski operator filmowy[12]
  - Romualdas Granauskas – litewski pisarz i dramaturg[13]
  - Klas Ingesson – szwedzki piłkarz[14]
  - Galway Kinnell – amerykański poeta[15]
  - Michael Sata – zambijski polityk, prezydent państwa[16]
- 27 października
  - Daniel Boulanger – francuski pisarz, poeta, aktor[17]
- 26 października
  - Françoise Bertin – francuska aktorka
  - Senzo Meyiwa – południowoafrykański piłkarz[18]
  - Oscar Taveras – dominikański baseballista[19]
- 25 października
  - Jack Bruce – brytyjski wokalista i basista zespołu Cream, kompozytor[20]
  - Zbigniew Hnatio – polski piłkarz[21]
  - Peter Baptist Tadamarō Ishigami – japoński duchowny katolicki, biskup Naha[22]
  - Marcia Strassman – amerykańska aktorka[23]
- 24 października
  - Lorenzo Albacete – amerykański teolog, duchowny katolicki, naukowiec i pisarz[24]
  - Vic Ash – brytyjski saksofonista i klarnecista jazzowy[25]
  - Szymon Bojko – polski historyk i krytyk sztuki[26]
  - Mbulaeni Mulaudzi – południowoafrykański lekkoatleta[27]
  - Barbara Podmiotko – polska dziennikarka radiowa, znawczyni muzyki francuskiej[28]
  - Romuald Rodziewicz – polski wojskowy, ostatni żołnierz mjr. Henryka Dobrzańskiego „Hubala”[29]
- 23 października
  - Brygida Frosztęga-Kmiecik – polska reżyser i scenarzystka filmowa, dziennikarka[30]
  - Zbigniew Hibner – polski działacz samorządowy, przewodniczący Prezydium MRN i p.o. prezydenta Płocka (1972–1973)[31]
  - Marianna Kaim – polska łyżwiarka szybka[32]
  - Dariusz Kmiecik – polski dziennikarz[30]
  - Joan Quigley – amerykańska astrolog[33]
  - David Redfern – brytyjski fotograf muzyczny[34]
  - Alvin Stardust – brytyjski piosenkarz, prezenter telewizyjny i aktor[35]
  - Alan Tyrrell – brytyjski polityk i prawnik, eurodeputowany I kadencji (1979–1984)[36]
- 22 października
  - Sławomir Pawelski – polski lekarz hematolog[37]
  - Rinat Safin – radziecki biathlonista, mistrz olimpijski w sztafecie z 1972 roku[38]
- 21 października
  - Daniel Bem – polski inżynier komunikacji[39]
  - Ben Bradlee – amerykański dziennikarz[40]
  - Gough Whitlam – australijski prawnik, polityk, dwudziesty pierwszy premier Australii[41]
- 20 października
  - L.M. Kit Carson – amerykańska aktorka, scenarzystka i producentka filmowa[42]
  - Ursula Lingen – niemiecka aktorka[43]
  - Mohammad Reza Mahdawi Kani – irański ajatollah, przewodniczący Zgromadzenia Ekspertów[44]
  - Christophe de Margerie – francuski przedsiębiorca[45]
  - Óscar de la Renta – amerykańsko-dominikański projektant mody[46]
- 19 października
  - Lynda Bellingham – angielska aktorka[47]
  - Stuart Gallacher – walijski rugbysta, działacz sportowy[48]
  - Janusz Gil – polski astronom i astrofizyk[49]
  - John Holt – jamajski wokalista reggae[50]
  - Étienne Mourrut – francuska polityk[51]
  - Stephen Paulus – amerykański kompozytor muzyki klasycznej[52]
  - Raphael Ravenscroft – brytyjski saksofonista, kompozytor[53]
  - Miloslava Rezková – czeska lekkoatletka, skoczkini wzwyż[54]
  - Kalman Sultanik – więzień niemieckich obozów koncentracyjnych, działacz Światowej Organizacji Syjonistycznej[55]
- 18 października
  - Joanne Borgella – amerykańska piosenkarka[56]
  - Dolores Cannon – amerykańska hipnoterapeutka[57]
  - Paul Craft – amerykański piosenkarz i autor piosenek[58]
  - Paul Walsh – amerykański biskup katolicki[59]
  - Czesław Wiśniewski – polski działacz studencki, społeczny, polityk, minister kultury[60]
- 17 października
  - Gero Bisanz – niemiecki trener piłkarski[61]
  - Michaił Marynicz – białoruski polityk[62]
  - Daisuke Oku – japoński piłkarz[63]
- 16 października
  - Mieczysław Biliński – polski polityk, nauczyciel i związkowiec, senator III kadencji (1993–1997)[64]
  - Joanis Charalambopopulos – grecki polityk i wojskowy, minister spraw zagranicznych i obrony, wicepremier (1985–1988)[65]
  - Tim Hauser – amerykański piosenkarz jazzowy[66]
  - John Spencer-Churchill – brytyjski arystokrata[67]
  - Mieczysław Zlat – polski historyk sztuki[68]
- 15 października
  - Marie Dubois – francuska aktorka[69]
  - Jan Mikołajczak – polski zootechnik i polityk, prof. dr hab. nauk rolniczych[70]
  - Graham Miles – brytyjski snookerzysta[71]
  - Włodzimierz Lech Puchnowski – polski akordeonista, założyciel Warszawskiego Kwintetu Akordeonowego[72]
  - Giovanni Reale – włoski historyk filozofii[73]
- 14 października
  - Helena Datoń-Szpak – polska działaczka ruchu oporu w Auschwitz[74]
  - Elizabeth Peña – amerykańska aktorka[75]
- 13 października
  - Elizabeth Norment – amerykańska aktorka[76]
  - Isaiah Ikey Owens – amerykański keyboardzista, członek zespołu The Mars Volta[77]
  - Wiesław Pielaszkiewicz – polski inżynier, prezydent miasta Stalowa Wola w latach 1981–1986[78]
  - Gabrielle Reidy – irlandzka aktorka[79]
  - Pontus Segerström – szwedzki piłkarz[80]
- 12 października
  - Zdzisław Regulski – polski dyplomata, ambasador Polski w Japonii i na Filipinach[81]
  - Roberto Telch – argentyński piłkarz[82]
- 11 października
  - Anita Cerquetti – włoska śpiewaczka operowa (sopran)[83]
  - Brian Lemon – brytyjski pianista jazzowy[84]
  - Carmelo Simeone – argentyński piłkarz[85]
- 10 października
  - Wacław Krzyżanowski – polski prokurator, wojskowy[86]
  - Pavel Landovský – czeski aktor, dysydent[87]
- 9 października
  - John Boles – amerykański biskup katolicki[88]
  - Václav Burian – czeski dziennikarz, poeta, publicysta, tłumacz i krytyk literacki[89]
  - Boris Buzančić – chorwacki aktor i polityk, pierwszy burmistrz Zagrzebia w niepodległej Chorwacji[90]
  - Rudolf Fiby – słowacki ksiądz katolicki, jeden z liderów „Kościoła ukrytego” na Słowacji[91]
  - Jan Hooks – amerykańska aktorka[92]
  - Carolyn Kizer – amerykańska poetka[93]
  - Jadwiga Korbasińska – polska koszykarka, medalistka mistrzostw Europy[94]
  - Peter A. Peyser – amerykański polityk[95]
  - Style Scott – jamajski perkusista reggae[96]
  - Rita Shane – amerykańska śpiewaczka operowa (sopran)[97]
- 8 października
  - Jeen van den Berg – holenderski łyżwiarz szybki[98]
  - Paul Brandenberg – szwajcarski polityk, członek partii CVP[99]
  - Angelo Mottola – włoski arcybiskup katolicki, nuncjusz apostolski[100]
  - Tadeusz Żebrowski – polski duchowny katolicki, ksiądz, historyk kościoła, profesor[101]
- 7 października
  - Walter Bockmayer – niemiecki pisarz i reżyser teatralny[102]
  - Wiesław Dębiński – polski działacz samorządowy i przedsiębiorca, prezydent Łomży (1983–1988)[103]
  - Siegfried Lenz – niemiecki pisarz, laureat Nagrody Goethego[104]
  - Erwin Lotter – niemiecki polityk, członek partii FDP[105]
  - Nando Orfei – włoski artysta i aktor cyrkowy[106]
  - Iva Withers – amerykańska aktorka i piosenkarka[107]
- 6 października
  - Vic Braden – amerykański tenisista i trener, komentator sportowy[108]
  - Feridun Buğeker – turecki piłkarz i architekt[109]
  - Igor Mitoraj – polski rzeźbiarz[110]
  - Diane Nyland – kanadyjska aktorka telewizyjna, reżyserka, choreograf[111]
  - Mirosław Reszko – polski wojskowy, kapitan, żołnierz AK, prezes Światowego Związku Żołnierzy Armii Krajowej na Warmii i Mazurach[112]
  - Marian Seldes – amerykańska aktorka[113]
  - Serhij Zakarluka – ukraiński piłkarz i trener piłkarski[114]
- 5 października
  - David Chavchavadze – amerykański pisarz pochodzenia rosyjsko-gruzińskiego, praprawnuk cara Mikołaja I[115]
  - Andrea de Cesaris – włoski kierowca wyścigowy[116]
  - Jimmy Feix – amerykański futbolista i trener[117]
  - Anna Maria Gherardi – włoska aktorka teatralna, filmowa i telewizyjna[118]
  - Vera van Hasselt – holenderska artystka, rzeźbiarka[119]
  - Göte Hagström – szwedzki lekkoatleta długodystansowiec[120]
  - Geoffrey Holder – trynidadzki choreograf i aktor, tancerz, piosenkarz, malarz[121]
  - Jurij Lubimow – rosyjski aktor i reżyser teatralny[122]
  - Regina Możdżeńska – polska poetka, reżyser teatralny, scenarzysta, animatorka kultury lubelskiej[123]
  - Anna Przybylska – polska aktorka i fotomodelka[124]
- 4 października
  - Konrad Boehmer – holenderski kompozytor pochodzenia niemieckiego[125]
  - Hugo Carvana – brazylijski aktor i reżyser[126]
  - Fiodor Czerienkow – rosyjski piłkarz i trener piłkarski[127]
  - Jean-Claude Duvalier – haitański polityk, dyktatorski prezydent Haiti w latach 1971–1986[128]
  - Bronisław Goraj – polski działacz samorządowy i sportowy, burmistrz Sławkowa w latach 2002–2006 i 2010–2014[129]
  - Rodrigo Menezes – portugalski aktor i piosenkarz[130]
  - Joan Molina – hiszpański aktor[131]
  - Paul Revere – amerykański wokalista i keyboardzista rockowy, muzyk zespołu Paul Revere & the Raiders[132]
- 3 października
  - Peer Augustinski – niemiecki aktor i komik[133]
  - Benedict Groeschel – amerykański duchowny katolicki, kapłan, rekolekcjonista, psycholog[134]
  - Roy Heather – angielski aktor[135]
  - Sigrid Heuck – niemiecka pisarka i ilustratorka, autorka książek dla dzieci[136]
  - Arthur Magakian – francuski gimnastyk sportowy[137]
  - Jean-Jacques Marcel – francuski piłkarz[138]
  - Bronisław Pałys – polski teolog, działacz społeczny i religijny, kawaler Zakonu Rycerskiego Grobu Bożego w Jerozolimie[139]
  - Jerzy Rusecki – polski prawnik, polityk, poseł na Sejm X kadencji[140]
  - Ward Ruyslinck – belgijski pisarz[141]
  - Lori Sandri – brazylijski piłkarz i trener piłkarski[142]
  - Georges Walter – francuski pisarz[143]
- 2 października
  - Fiodor Bogdanowski – rosyjski sztangista, srebrny medalista MŚ 1955, reprezentant Związku Radzieckiego[144]
  - André Buffière – francuski koszykarz i trener koszykarski[145]
  - Włodzimierz Chojnacki – polski wojskowy, pilot Dywizjonu 303[146]
  - Heinz-Horst Deichmann – niemiecki przedsiębiorca, właściciel sieci sklepów obuwniczych Deichmann, syn założyciela Heinricha Deichmanna[147]
  - Robert Flower – australijski futbolista, zawodnik futbolu australijskiego AFL[148]
  - Ewen Gilmour – nowozelandzki komik i prezenter telewizyjny[149]
  - Michael Goldberg – amerykański scenarzysta filmowy[150]
  - Jacek Kochanowicz – polski ekonomista, profesor zwyczajny Wydziału Nauk Ekonomicznych Uniwersytetu Warszawskiego[151]
  - Wilhelm Kohl – niemiecki historyk, profesor[152]
  - Wojciech Krok – polski ratownik górski, naczelnik GOPR, prezes TOPR[153]
  - Eduardo Kucharski – hiszpański koszykarz i trener koszykarski[154]
  - György Lázár – węgierski polityk[155]
  - Leopold Łazar – polski lekarz i wojskowy, pułkownik WP, współzałożyciel klubu PTPS Piła[156]
  - Pedro Peña – hiszpański aktor[157]
  - Stefan Starczewski – polski polonista, pedagog, działacz opozycji demokratycznej w okresie PRL, jeden z twórców i działacz Komitetu Helsińskiego w Polsce[158]
  - Jacques Thollot – francuski perkusista i kompozytor jazzowy[159]
- 1 października
  - Witalij Dmytrenko – ukraiński piłkarz[160]
  - Manuel Hernández – kolumbijski malarz[161]
  - Szelomo Lahat – izraelski generał i polityk, burmistrz Tel Awiwu w latach 1974–1993[162]
  - José Martínez – kubański baseballista i trener, zawodnik MLB[163]
  - Lynsey de Paul – angielska piosenkarka[164]
  - Matilde Pérez – chilijska malarka, artystka wizualna[165]
  - George Savage – brytyjski polityk, członek Zgromadzenia Ustawodawczego Irlandii Północnej w latach 1998–2003 i 2007–2011[166]
  - Robert Serra – wenezuelski polityk, członek Zgromadzenia Narodowego Wenezueli[167]
  - Konrad Strzelewicz – polski pisarz, prozaik, dziennikarz, eseista[168]
  - Tadeusz Szymczak – polski prawnik, konstytucjonalista, profesor Wydziału Prawa i Administracji Uniwersytetu Łódzkiego[169]
  - Kazimierz Śmierzchalski – polski lekkoatleta, średnio i długodystansowiec[170]
  - Jürgen Weimer – niemiecki kompozytor, rektor uniwersytetu[171]
  - Andrzej Zaborski – polski filolog i orientalista, profesor zwyczajny Uniwersytetu Jagiellońskiego[172]